# I'll Go Crazy If I Don't Go Crazy Tonight
"I'll Go Crazy If I Don't Go Crazy Tonight" é uma canção da banda de rock irlandesa U2. É a quinta faixa e terceiro single em formato digital do álbum No Line on the Horizon (2009). A canção foi lançada em formato digital em 25 de agosto de 2009, e em uma versão física em 7 de setembro de 2009. Dois vídeos foram feitos, um dirigido por David O'Reilly, e um por Alex Courtes.

## Escrita e gravação
A banda teve colaboração de will.i.am na criação da faixa. Foi desenvolvido inicialmente por Brian Eno, sob o título de "Diorama", durante uma pausa nas sessões de gravação. A banda reformulou o título da música para "Crazy Tonight", antes retitulando novamente para I'll Go Crazy If I Don't Go Crazy Tonight". Várias letras da canção foram influenciados por Barack Obama, nas campanhas presidenciais. Bono declarou à revista Q, que as letras "soam como um slogan de camisa para mim", também notando que era No Line on the Horizon era equivalente à canção "Beautiful Day".

## Vídeo da música

A enfermeira examina os arranhões no rosto da garota que estava fugindo na primeiro parte do vídeo

O vídeo da canção recebeu pela primeira vez uma estréia mundial em 17 de julho de 2009 através do canal U2 no YouTube. Dirigido por David O'Reilly e projetado por Jon Klassen, que é a primeira animação de vídeo de música desde "Hold Me, Thrill Me, Kiss Me, Kill Me", em 1995, e é uma das poucas que não apresentam a banda. Ela retrata várias pessoas em uma cidade passando por dificuldades, e os acontecimentos que interligá-los e trazê-los a felicidade como eles decidem para fazer as mudanças em suas vidas. O vídeo foi inserido no Festival Internacional de Animação de Ottawa.
O segundo vídeo da canção foi dirigido por Alex Courtes e produzido por Malachy Mcanenny. Enquanto o vídeo de O'Reilly toca na versão acústica da canção, a versão de Courts é a única edição. Trata-se de uma performance ao vivo retirado da turnê U2 360° Tour, filmado no Camp Nou, em Barcelona, na Espanha, em 2 de julho de 2009.

## Performances ao vivo
"I'll Go Crazy If I Don't Go Crazy Tonight" foi tocada pela primeira vez em 4 de março de 2009 no Late Show with David Letterman, uma das performances das três canções durante as aparições promocionais de No Line on the Horizon.
O remix arranjado de "Kick the Darkness", de Redanka, foi tocada em toda a turnê U2 360° Tour. O equipe de iluminação acompanhava o ritmo da canção, enquanto que Larry Mullen Jr. andava em volta do palco externo tocando um djembê. O desempenho neste estilo desconhecido tinha a intenção de desorientar o público enquanto a banda mudava para a parte "pessoal" na primeira metade do show para a parte "política", na segunda metade. A única vez que a versão do álbum foi realizado durante a turnê, foi durante o segundo concerto da turnê em Barcelona, onde foi tocada duas vezes. Pela primeira vez, a banda tocou o remix, e então, como um dos encores, a versão do álbum foi realizada para uma sessão de video.

## Desempenho comercial
A revista Q, chamou "I'll Go Crazy If I Don't Go Crazy Tonight" de a "canção pop mais descarada desde 'Sweetest Thing'", enquanto que a Mojo classificou-a como um "hino pop superficial formado ao redor de um núcleo delicado de ouro puro melódico", chamando a performance de "tão cumulativamente devastadora entrega da banda que permite que a sucessão de sermões auto-referenciais de Bono sejam bonitas". A Blender comparou partes do piano de "I'll Go Crazy If I Don't Go Crazy Tonight" com a canção com a canção "Faithfully", da banda Journey, enquanto que a Rolling Stone observou que a letra reflete a incapacidade de Bono para cumprir seus próprios ideiais. A Rolling Stone também comparou o "princípio" angustiante do vídeo de O'Reilly com um filme da Disney, chamando a animação de "incrível". Eoin Butler, escreveu no The Irish Times, era menos entusiasmado com o lançamento, rotulando o U2 de "a oferta mais sem brilho até hoje". A canção foi nomeada nas categorias de "Melhor Performance de Rock por um Duo ou Grupo com Vocais" e de "Melhor Canção de Rock" no 52º Grammy Awards em 2010.
A canção apareceu no "Dutch Tipparade" e nas paradas da "Triple A" antes de seu lançamento, atingindo a posição máxima de #4 lugar no Tipparade e #8 posição no Triple A.

## Lista de faixas
Todas as letras escritas por Bono, e todas as músicas compostas por U2, com exceção de "Magnificent" (música também de Brian Eno e Daniel Lanois, e letras também de The Edge).
| - Promo CD 1. "I'll Go Crazy If I Don't Go Crazy Tonight" (Radio Edit) – 3:50 2. "I'll Go Crazy If I Don't Go Crazy Tonight" (Single Version) – 4:13 - 7" 1. "I'll Go Crazy If I Don't Go Crazy Tonight" (Single Version) – 4:13 2. "I'll Go Crazy If I Don't Go Crazy Tonight" (Dirty South Radio Remix) – 4:27 - 12" 1. "I'll Go Crazy If I Don't Go Crazy Tonight" (Single Version) – 4:13 2. "I'll Go Crazy If I Don't Go Crazy Tonight" (Fish Out of Water Remix) – 4:37 3. "I'll Go Crazy If I Don't Go Crazy Tonight" (Dirty South Full Mix) – 7:10 4. "I'll Go Crazy If I Don't Go Crazy Tonight" (Redanka's 'Kick the Darkness' Vocal) – 7:30 5. "I'll Go Crazy If I Don't Go Crazy Tonight" (Redanka's 'Sparks of Light' Dub) – 7:28 - Liberação no iTunes Store 1. "I'll Go Crazy If I Don't Go Crazy Tonight" (Single Version) – 4:13 2. "I'll Go Crazy If I Don't Go Crazy Tonight" (Fish Out of Water Remix) – 4:37 3. "I'll Go Crazy If I Don't Go Crazy Tonight" (Dirty South Full Mix) – 7:10 4. "I'll Go Crazy If I Don't Go Crazy Tonight" (Redanka's 'Kick the Darkness' Vocal) – 7:30 5. "I'll Go Crazy If I Don't Go Crazy Tonight" (Redanka's 'Sparks of Light' Dub) – 7:28 6. "I'll Go Crazy If I Don't Go Crazy Tonight" (Redanka's 'Kick the Darkness' Instrumental) – 7:28 7. "I'll Go Crazy If I Don't Go Crazy Tonight" (Vídeo dirigido por David O'Reilly) – 4:15 8. "I'll Go Crazy If I Don't Go Crazy Tonight" (Vídeo dirigido por Alex Courtes) – 3:50 9. "Digital booklet" | - Lançamento no Amazon.com 1. "I'll Go Crazy If I Don't Go Crazy Tonight" (Live at the Somerville Theatre, Boston) – 4:26 - Lançamento em EP no Amazon.com 1. "I'll Go Crazy If I Don't Go Crazy Tonight" (Single Version) – 4:13 2. "I'll Go Crazy If I Don't Go Crazy Tonight" (Dirty South Full Mix) – 7:10 3. "I'll Go Crazy If I Don't Go Crazy Tonight" (Redanka's 'Sparks of Light' Dub) – 7:28 - CD maxi 1. "I'll Go Crazy If I Don't Go Crazy Tonight" (Single Version) – 4:13 2. "I'll Go Crazy If I Don't Go Crazy Tonight" (Fish Out of Water Remix) – 4:37 3. "I'll Go Crazy If I Don't Go Crazy Tonight" (Dirty South Full Mix) – 7:10 4. "I'll Go Crazy If I Don't Go Crazy Tonight" (Redanka's 'Kick the Darkness' Vocal) – 7:30 5. "I'll Go Crazy If I Don't Go Crazy Tonight" (Redanka's 'Sparks of Light' Dub) – 7:28 6. "I'll Go Crazy If I Don't Go Crazy Tonight" (Redanka's 'Kick the Darkness' Instrumental) – 7:28 7. "I'll Go Crazy If I Don't Go Crazy Tonight" (Vídeo dirigido por David O'Reilly) – 4:15 8. "I'll Go Crazy If I Don't Go Crazy Tonight" (Vídeo dirigido por Alex Courtes) – 3:50 - CD single 1. "I'll Go Crazy If I Don't Go Crazy Tonight" (Single Version) – 4:13 2. "Magnificent" (Live from the Somerville Theatre, Boston) – 5:08 - CD (Dirty South Mix) 1. "I'll Go Crazy If I Don't Go Crazy Tonight (Dirty South Full Mix) – 7:10 2. "I'll Go Crazy If I Don't Go Crazy Tonight" (Dirty South Radio Mix) – 4:26 |

## Paradas e posições
| País/Parada (2009)                  | Melhor posição |
| ----------------------------------- | -------------- |
| Alemanha (Media Control Charts)     | 40             |
| Áustria (Ö3 Austria Top 40)         | 34             |
| Bélgica (Ultratop 50 Flanders)      | 18             |
| Bélgica (Ultratop 40 Valônia)       | 18             |
| Canadá (Canadian Hot 100)           | 72             |
| Canadá (Canadian Singles Chart)     | 5              |
| Espanha (PROMUSICAE)                | 32             |
| Estados Unidos (Adult Pop Songs)    | 23             |
| Estados Unidos (Alternative Songs)  | 31             |
| Estados Unidos (Mediabase Triple A) | 8              |
| Estados Unidos (Rock Songs)         | 27             |
| França (SNEP)                       | 21             |
| Irlanda (IRMA)                      | 7              |
| Países Baixos (MegaCharts)          | 14             |
| Polónia (Polish Music Charts)       | 1              |
| Reino Unido (UK Singles Chart)      | 32             |
| Suécia (Sverigetopplistan)          | 47             |
| Suíça (Schweizer Hitparade)         | 49             |

## Histórico de lançamento
Na promoção de "I'll Go Crazy If I Don't Go Crazy Tonight" foi usada em comerciais de televisão para uma aplicação de Blackberry, chamado de "U2 Mobile App", que foi desenvolvido como parte da Research In Motion, patrocínio da U2 360° Tour.
| Data                  | Tipo           |
| --------------------- | -------------- |
| 17 agosto de 2009     | Amazon.com MP3 |
| 25 de agosto de 2009  | EP digital     |
| 7 de setembro de 2009 | CD             |

## Pessoal
- Produção – Steve Lillywhite
- Produção adicional – will.i.am
- Engenharia de áudio – CJ Eiriksson
- Engenharia de assistência – Tom Hough
- Engenharia adicional – Declan Gaffney
- Mixagem – Steve Lillywhite e CJ Eiriksson
- Mixagem de assistência – Dave Emery
- Violoncelo – Caroline Dale
- Violino – Cathy Thompson
- Teclados adicionais – Terry Lawless e will.i.am